# Fuchs Károly Henrik
Fuchs Károly Henrik (Pozsony, 1851. június 5. – Pozsony, 1916. január 10.) matematikus, fizikus. Fuchs Albert (1808–1894) tanár fia.

## Életpályája
A pozsonyi középiskolát követően egyetemi tanulmányait a bécsi egyetemen végezte el 1869–1874 között, ahol többek között Petzval József oktatta; itt matematikát, fizikát és csillagászatot tanult. Tanári oklevelének megszerzése után (1874) visszatért Magyarországra; 1874–1876 között a budapesti tanárképző gyakorló gimnáziumának tanára volt. Ezt követően Sopronban tanított (1877–1886). 1886-ban Pozsonyba, 1891-ben Pancsovára került oktatóként. 1895–1896 között Eötvös Loránd mellett kutatott a kapillaritás törvényeinek felderítésében. 1901-től nyugdíjasként Pozsonyban a tudománynak élt.

### Munkássága
Sokirányú munkásságából kiemelkedőek a földi és légi fotogrammetria terén végzett elméleti kutatásai és gyakorlati eredményei. Nagyszámú szakmunkájának jó része német nyelvű szakfolyóiratokban jelent meg. Hagyatékában emellett 22.000 ívnyi, leginkább a matematika, a természettudomány és a technika különböző kérdéseit érintő tanulmány maradt vissza, melyeknek mintegy felét a Magyar Tudományos Akadémia kézirattára őrzi.

## Művei
- Religion und Wissenschaft (1886)
- Adalékok a hajcsövesség elméletéhez (1889)
- Az elektromos számoló gépről (1892)